# Edward Ian Claud Jacob
Sir Edward Ian Claud Jacob, GBE, CB, britanski general, * 27. september 1899, † 24. april 1993.
Med drugo svetovno vojno je bil vojaški pomočnik tajnika vojnega kabineta Winstona Churchilla, po vojni pa je bil generalni direktor BBC-ja (1952-60).

## Življenjepis
Leta 1899 je bil rojen v Quetti (današnji Pakistan) družini feldmaršala Clauda Jacoba. Leta 1918 je postal častnik v Kraljevih inženircih. Izobrazbo je prejel na Štabnem kolidžu v Camberleyju, Kraljevi vojaški akademiji Woolwich in Kings College, Cambridge.
Med drugo svetovno vojno je bil vojaški pomočnik tajnika vojnega kabineta Winstona Churchilla, kljub temu da je leta 1940 zaprosil za frontno službo. Na tem položaju je zaradi svojih zaslug napredoval iz čina polkovnika v generalporočnika, kljub temu da ni nikoli poveljeval enotam, ampak je opravljal le administrativno, pisarniško delo. Leta 1946 se je upokojil iz vojaške službe.
Zaradi svojih medvojnih izkušenj iz komunikacij in odnosov z javnostjo ter političnih povezav je nadaljeval kariero v sklopu BBCja. Sprva je bil imenovan za direktorja čezmorskih služb, kar je ostal vse do leta 1951. Na tem položaju je tudi sodeloval pri ustanovitvi European Broadcasting Union, pri čemer je bil tudi prvi predsednik EBU. 
Potem ko je bil Churchill leta 1951 ponovno izvoljen za predsednika vlade, je takoj zaprosil da se mu Jacob ponovno pridružil, tokrat kot vodja štaba (Chief Staff Officer) državnega sekretarja za obrambo; ta položaj je Churchill sprva zadržal zase, nato pa ga je zamenjal feldmaršal Harold Alexander. 
Kmalu zatem pa je Jacob zapustil položaj vodje štaba in se vrnil v BBC kot generalni direktor celotne korporacije (od 1. decembra 1952 do 31. decembra 1959). 